# کمرون هایلندز
کمرون هایلندز (به لاتین: Cameron Highlands) یک سکونتگاه مسکونی و کوهسار در مالزی است که در پاهانگ واقع شده‌است.

## خصوصیات
کمرون هایلندز ۷۱۲ کیلومترمربع مساحت و ۳۸٬۴۷۱ نفر جمعیت دارد.